# 福島正利
福島 正利（ふくしま まさとし、慶長6年（1601年） - 寛永14年12月8日（1638年1月22日））は、江戸時代前期の旗本。通称は市之丞。

## 生涯
慶長6年（1601年）、安芸広島藩主・福島正則の子として生まれる。母は津田長義の娘。難産であったため、正利が産まれたときに母は死亡している。兄の忠勝とは同母弟。娘に久留島通春養妹。
元和9年（1619年）広島城の無断改修を理由に改易された福島正則とともに、信濃高井野藩（現在の長野県上高井郡高山村）に移る。
寛永元年（1624年）に父正則が死去したとき、その遺体を幕府に無断で火葬したため、福島氏は改易される。この年、正利は取りなしを願ってか、父の遺品から大御所・徳川秀忠に正宗の刀・青木国次の脇差・木亘肩衝を、将軍・徳川家光に大光忠の刀・大森義光の脇差・あふら茶入を、家光の弟・徳川忠長に切匁貞宗の刀・義光の脇差・修理肩衝をそれぞれ献上している。寛永2年（1625年）、幕府は正則の功績を考え、正利に父の旧領から3112石を与えて旗本とした。
江戸定詰めの正利の知行所は、高井野藩の旧領の一部である信濃国高井野村・駒場村（高山村）、中島村（須坂市）、三王島（山王島）村・雁田村（小布施町）、大熊村（中野市）の六か村であったが、父正則と同様に年貢を免除するなどして新田開発を奨励した。
寛永14年（1637年）12月8日に死去。享年37。墓所は東京都港区三田の正覚院。長野県高山村紫に供養塔がある。正利に嗣子は無く福島氏は断絶した。

## 福島氏の再興
天和元年（1681年）正利の甥・福島正長（忠勝の子）の長男・正勝が2,000石の旗本として取り立てられ、福島氏は再興された。

## 参考
- 高山村誌編纂委員会 編『高山村誌』2005年、242-247頁。
- 『寛政重修諸家譜 』巻第1439